# Mackinia troglodytes
Mackinia troglodytes är en kräftdjursart som beskrevs av Matsumoto 1967. Mackinia troglodytes ingår i släktet Mackinia och familjen Janiridae. Inga underarter finns listade i Catalogue of Life.